# Hålabäcksmaderna
Hålabäcksmaderna är ett naturreservat i Ronneby kommun i Blekinge län.
Reservatet är skyddat sedan 2016 och omfattar 61,5 hektar. Det ligger utmed Bräkneån och innefattar slåttermader, ädellövskog och sumpskog.